# Känerkinden
Känerkinden ist eine politische Gemeinde im Bezirk Sissach des Kantons Basel-Landschaft in der Schweiz.

## Geographie
Känerkinden liegt in einer flachen Mulde auf einem Ausläufer des Tafeljuras zwischen dem Diegter- und dem Hombergertal.
Die Gemeinde Känerkinden grenzt im Norden an Wittinsburg, im Osten an Buckten, im Süden an Läufelfingen und im Westen an Diegten.

## Geschichte
Die erste urkundliche Erwähnung von Känerkinden stammt aus dem Jahre 1359 als Kennichingen.
Känerkinden war im Mittelalter ein Dorf der Herrschaft Homburg, welches 1305 in den Besitz des Bischofs von Basel überging. Um 1400 wurde die gesamte Herrschaft Homburg von der Stadt Basel erworben. Seit 1814 bildet Känerkinden einen Teil des Bezirks Sissach, mit dem das Dorf im Jahre 1833 zu einem Teil des neu gegründeten Kantons Basel-Landschaft wurde.

## Wappen
Das vom heimischen Künstler Walter Eglin (1895–1966) entworfene Wappen der Gemeinde zeigt seit 1939 eine stilisierte Sonne mit acht kreuzweise angeordneten dreieckigen und dazwischen acht geflammten Strahlen sowie einem ausdrucksstarken Gesicht und darunter einen vereinfachten Handpflug von rechts nach links gerichtet. Die beiden Symbole sollen die ausgesprochene Sonnenlage Känerkindens und den eifrig betriebenen Gemüse- und Ackerbau widerspiegeln.

## Verkehr
Känerkinden liegt an der Kantonstrasse zwischen Buckten und Diegten. Ans öffentliche Verkehrsnetz ist das Dorf durch die Buslinie 108 nach Sissach angeschlossen.
Der nächste Anschluss an die Autobahn A2 befindet sich zwei Kilometer westlich des Dorfes bei Diegten.

## Sehenswürdigkeiten

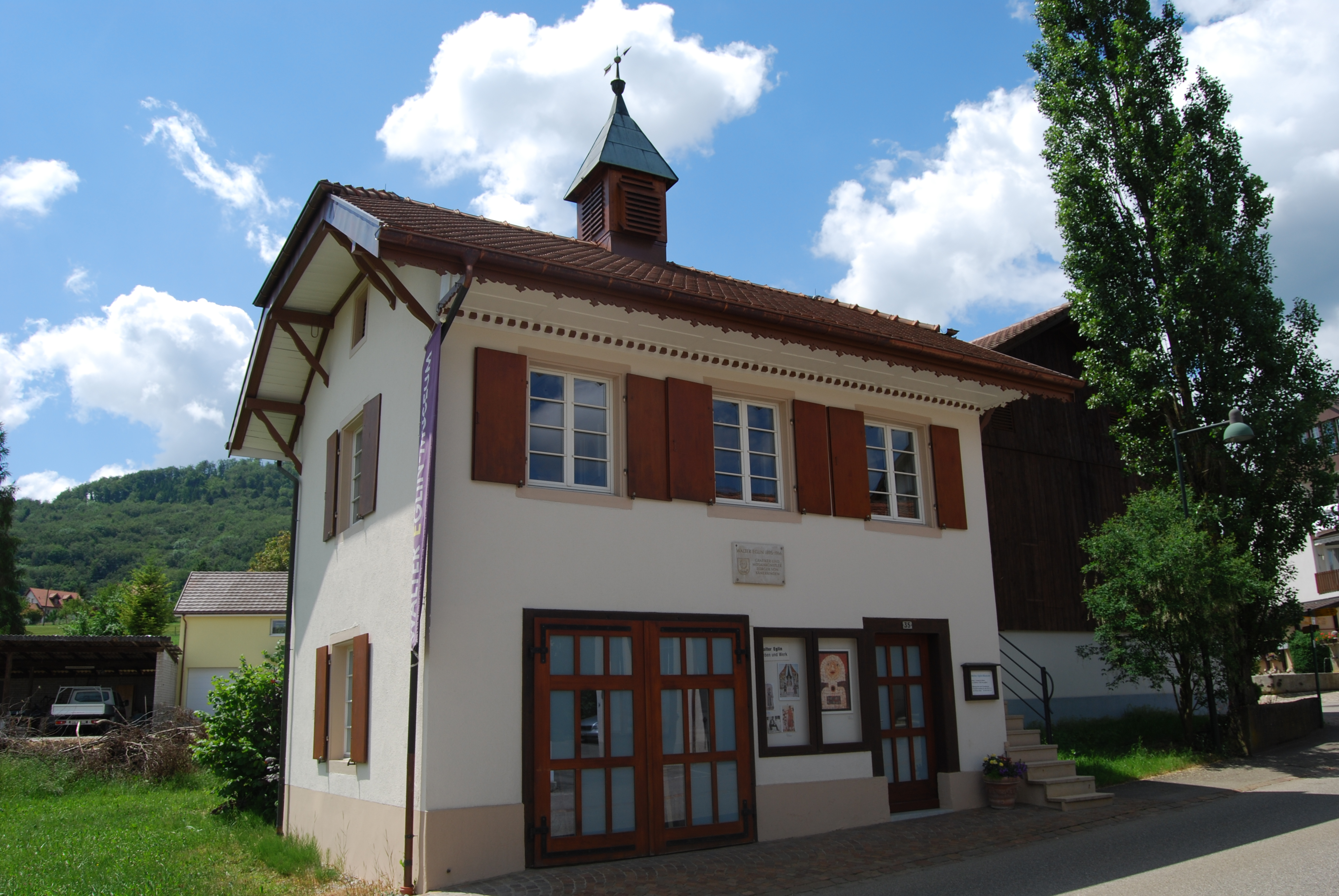
Walter-Eglin-Museum
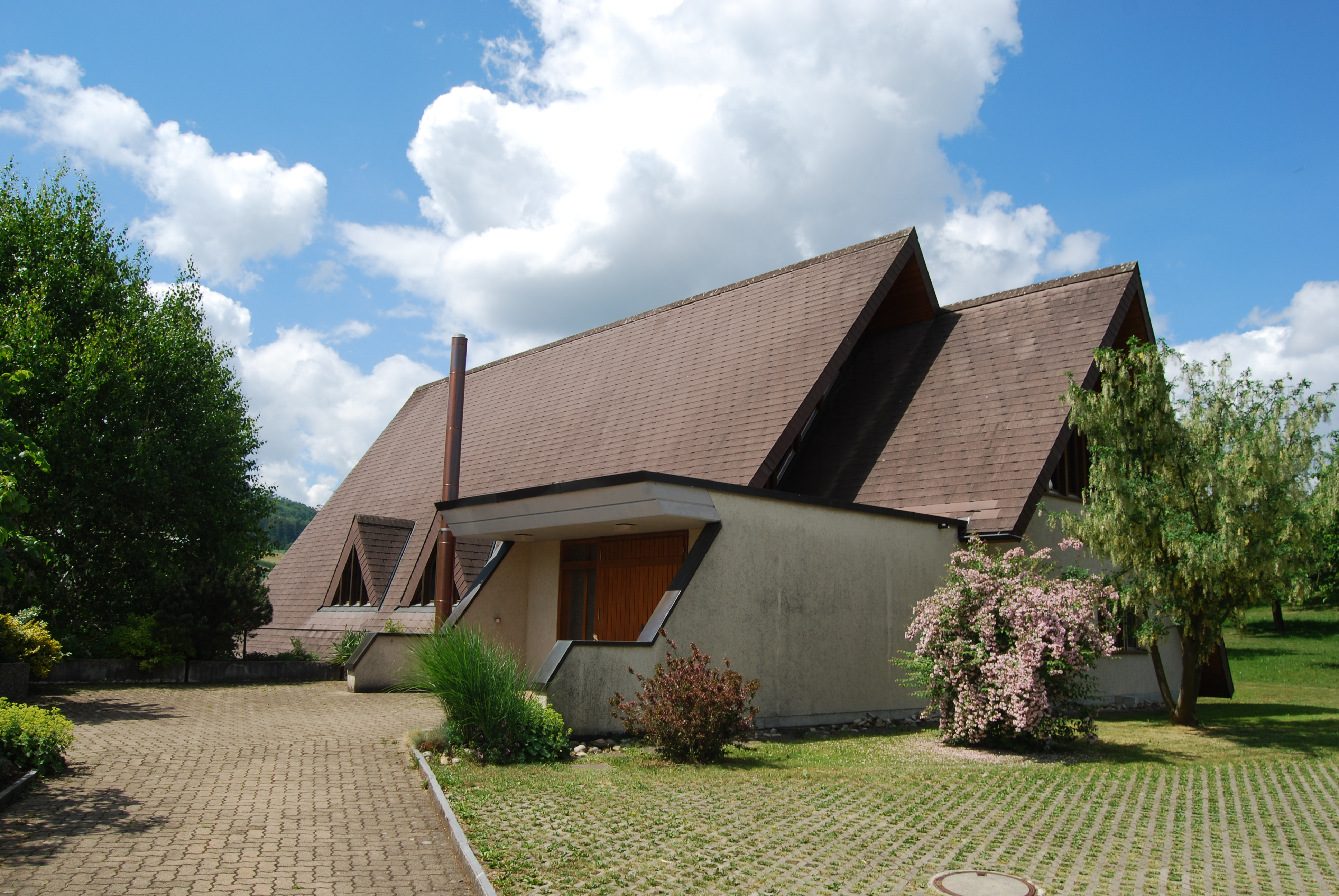
Kirche der Chrischona-Gemeinde
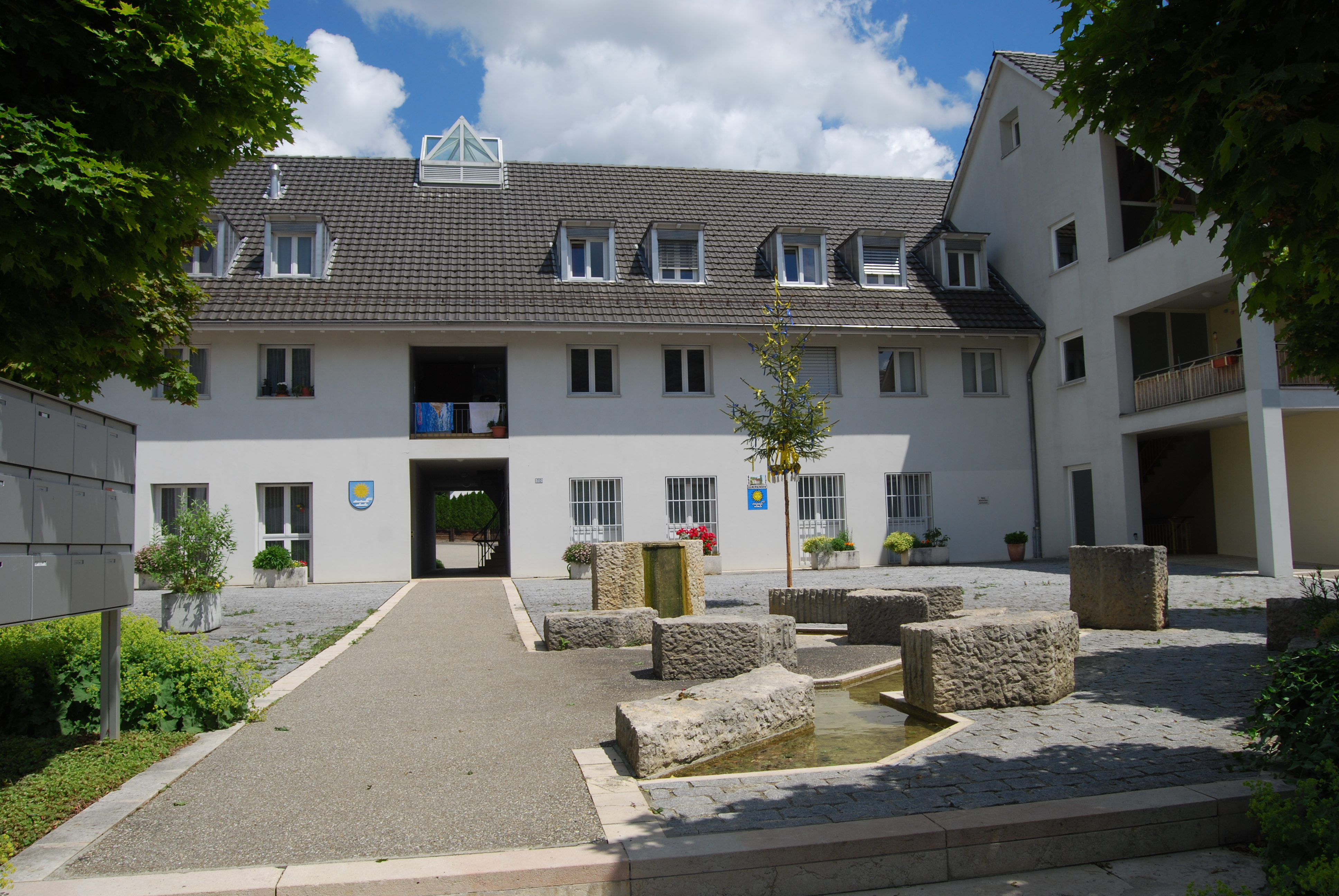
Gemeindehaus
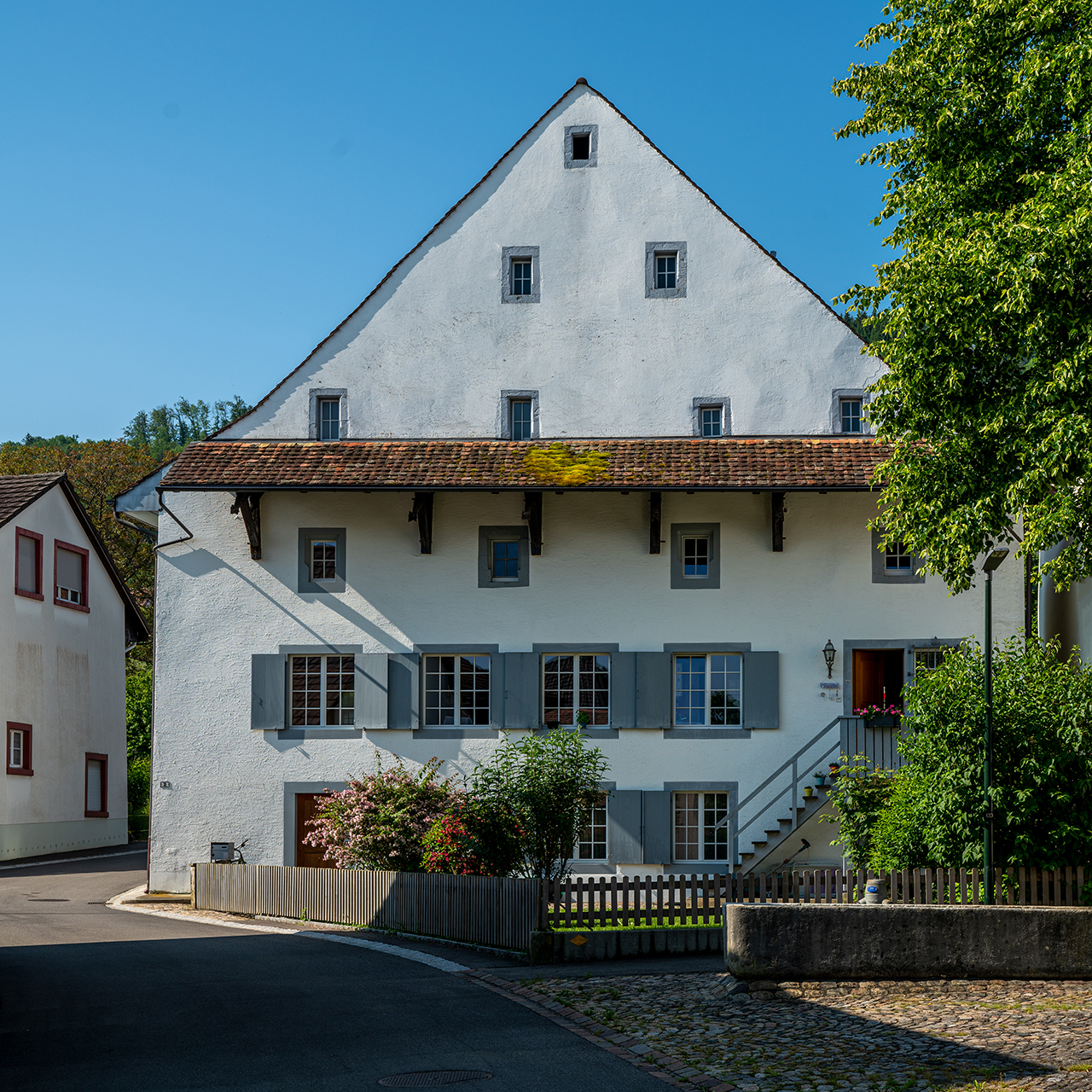
Untervogthaus
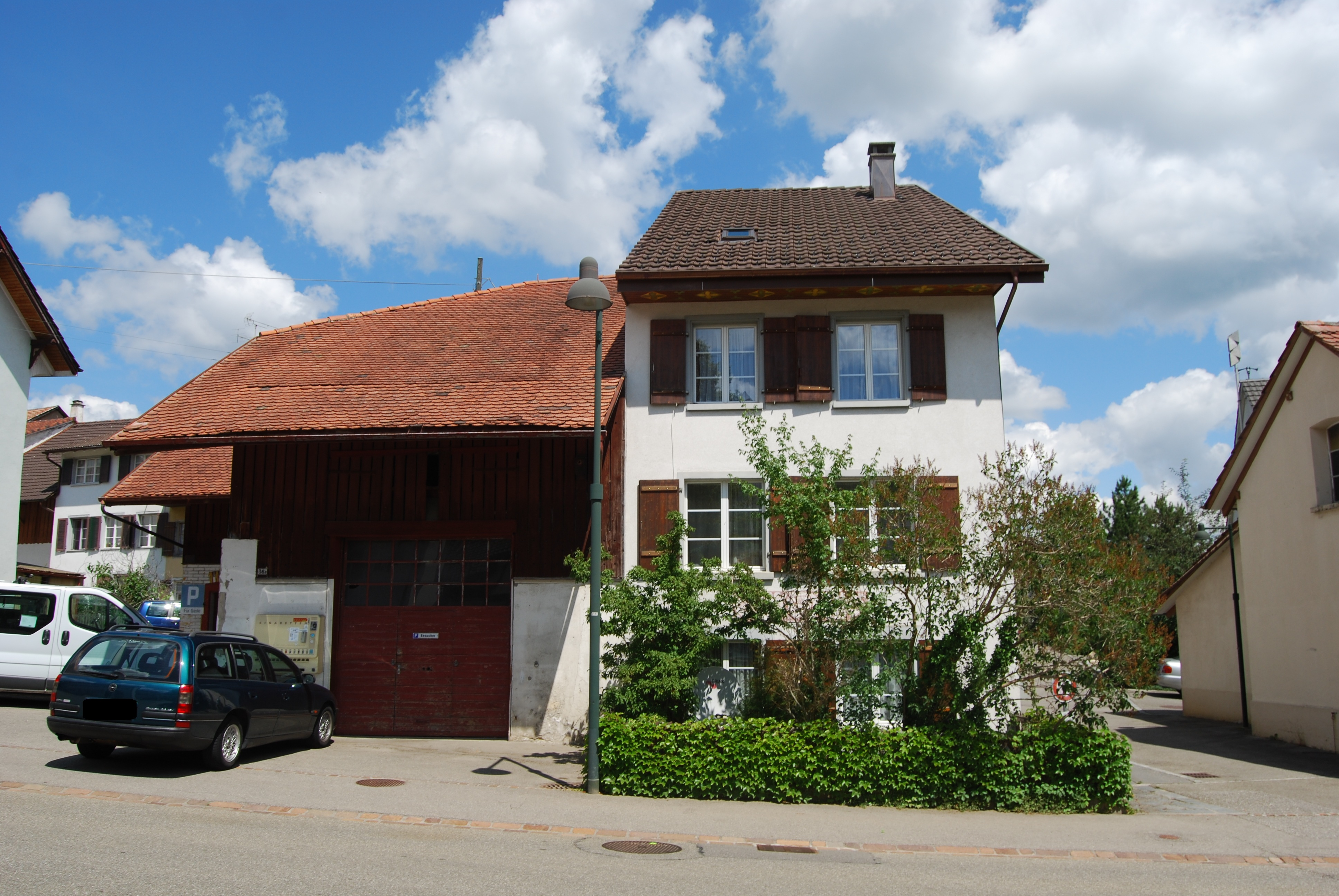
Wohnhaus im Dorfzentrum
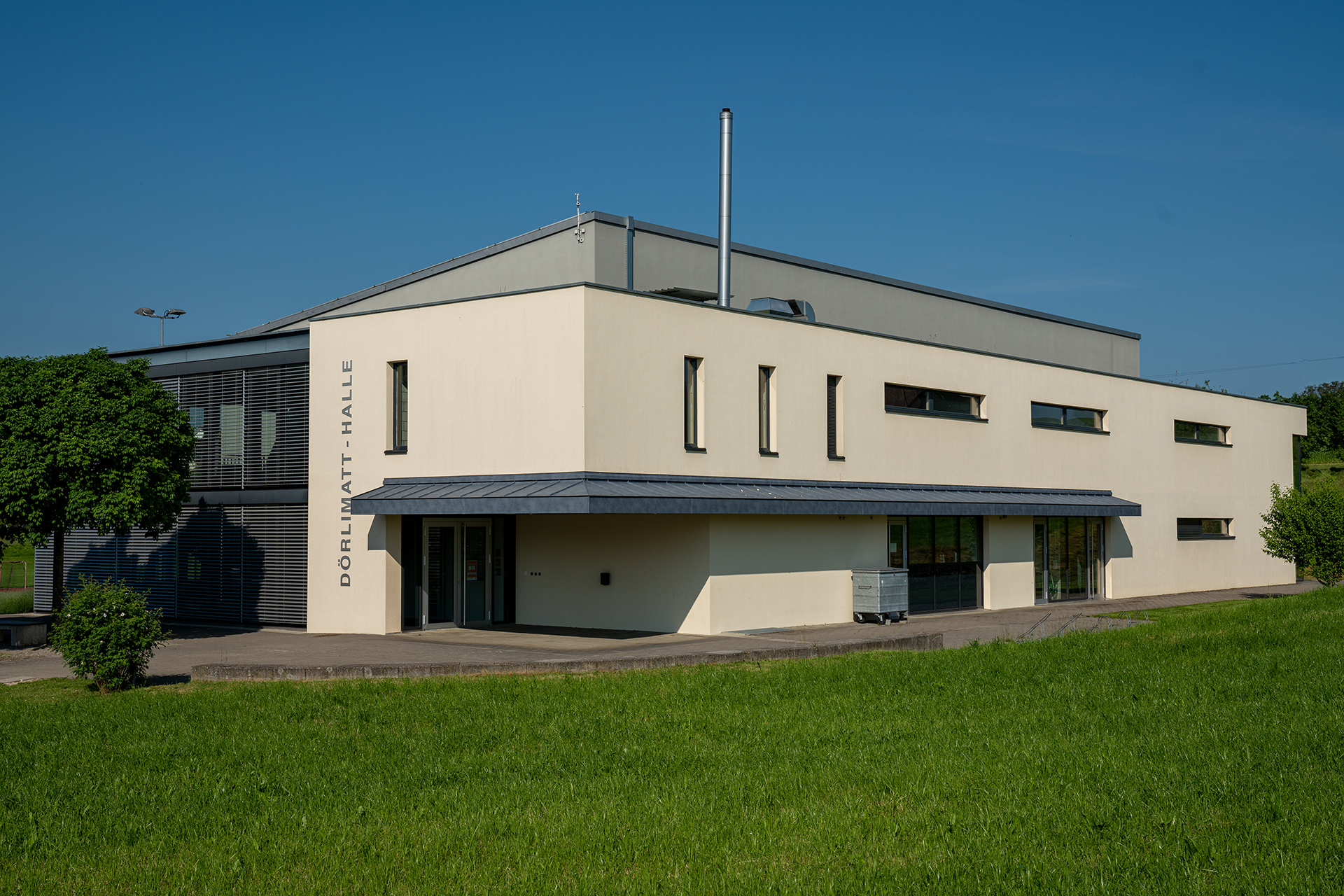
Mehrzweckhalle
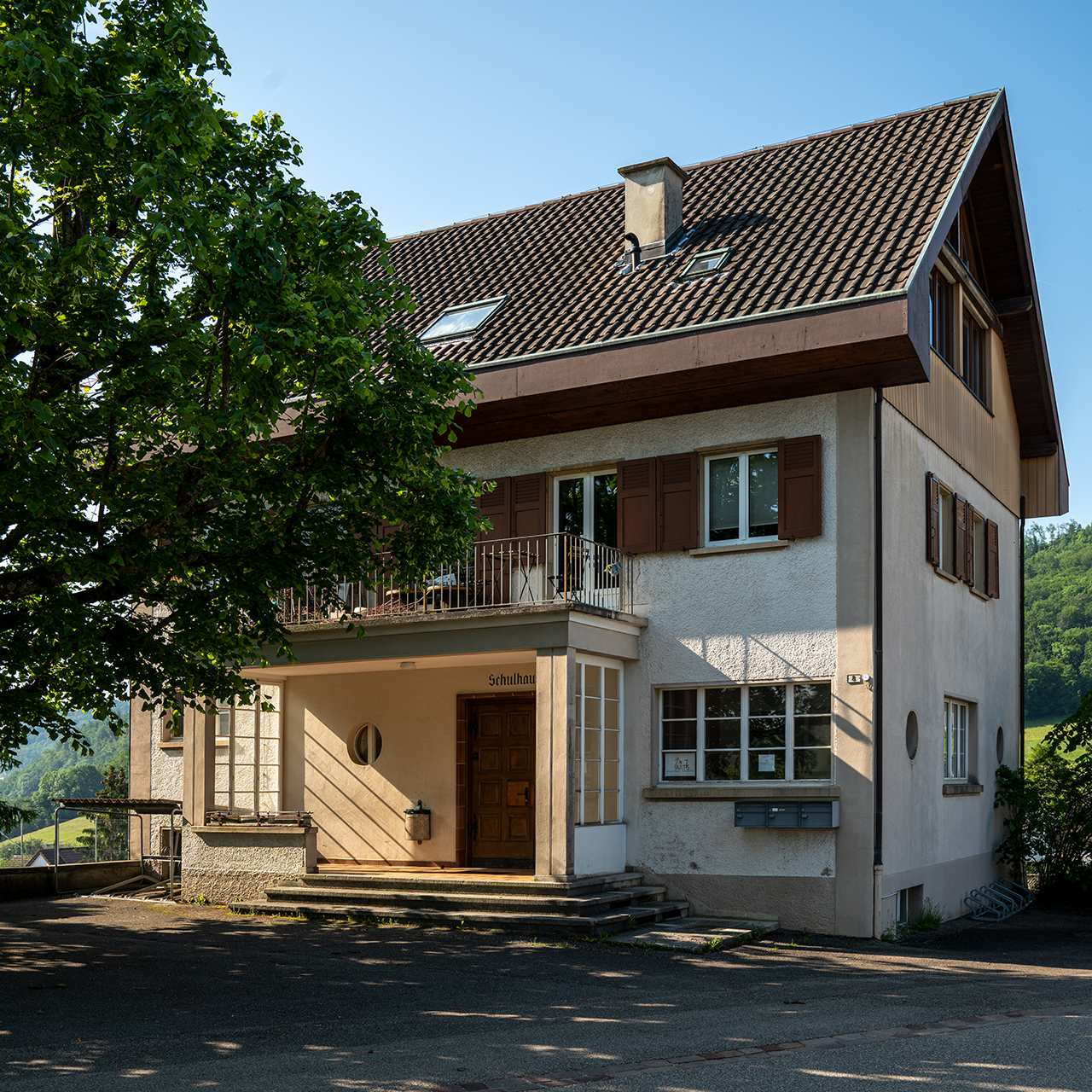
Schulhaus

## Persönlichkeiten
Walter Eglin (1895–1966), Künstler